# 15268 Wendelinefroger
15268 Wendelinefroger eller 1990 WF3 är en asteroid i huvudbältet som upptäcktes den 18 november 1990 av den belgiske astronomen Eric W. Elst vid La Silla-observatoriet. Den är uppkallad efter sångerskan Wendeline Froger.
Asteroiden har en diameter på ungefär 7 kilometer och den tillhör asteroidgruppen Nysa.